# Du burlesque à l'opéra
Pour plus de détails, voir Fiche technique et Distribution.
Du burlesque à l'opéra (Two Sisters from Boston) est un film musical américain en noir et blanc réalisé par Henry Koster, sorti en 1946.

## Synopsis
Dans les années 1900, Abigail, une jeune femme de Boston quitte la maison pour se rendre à New York pour suivre des cours de chant car sa grande ambition est de chanter au « Metropolitan Opera ». Incapable de joindre les deux bouts, elle accepte un emploi de chanteuse dans une taverne sans en toucher un mot à sa famille restée au pays.
Bientôt, la rumeur selon laquelle Abigail se produit dans une taverne, et avec les membres dénudés, parvient aux oreilles de sa famille. Choquée, celle-ci se rend à New York pour enquêter sur la rumeur. Abigail ment alors à sa famille et prétend chanter au « Metropolitan Opera », pas dans une taverne. Pour le prouver, elle parvient même à prendre part à un spectacle au « Met », rassurant ainsi les siens, malgré un petit incident.
Toutefois, la sœur d'Abigail, Martha, comprend de quoi il retourne. Elle décide d'aider sa sœur à se lancer dans l'opéra afin qu'elle puisse quitter son travail scandaleux à la taverne. Martha rencontre un jeune homme nommé Lawrence et entame une relation amoureuse avec lui.

## Fiche technique
- Titre : Du burlesque à l'opéra
- Titre original : Two Sisters from Boston
- Réalisation : Henry Koster
- Scénario : Myles Connolly
- Musique : Calvin Jackson, Conrad Salinger et George Stoll (non crédités)
- Chorégraphe : Jack Donohue
- Direction artistique : Daniel B. Cathcart et Cedric Gibbons
- Décorateur de plateau : Edwin B. Willis
- Costumes : Irene, Helen Rose et Valles
- Dialogues : James O'Hanlon et Harry Crane
- Photographie : Robert Surtees
- Montage : Douglass Biggs
- Producteur : Joe Pasternak
- Société de production : Metro-Goldwyn-Mayer
- Société de distribution : Loew's Inc.
- Pays de production :  États-Unis
- Langue d'origine : anglais américain
- Format : noir et blanc — pellicule : 35 mm — image : 1,37:1 — son : mono (Western Electric Sound System)
- Genre : film musical
- Durée : 112 minutes
- Dates de sortie :
  - États-Unis : 6 juin 1946 (New York)
  - France :  29 septembre 1948 (Paris)

## Distribution
- Kathryn Grayson : Abigail Chandler
- June Allyson : Martha Canford Chandler
- Lauritz Melchior : Olstrom
- Jimmy Durante : 'Spike'
- Peter Lawford : Lawrence Tyburt Patterson Jr.
- Ben Blue : Wrigley
- Isobel Elsom : tante Jennifer
- Harry Hayden : oncle Jonathan
- Thurston Hall : M. Lawrence Tyburt Patterson Sr.
- Nella Walker : Mme Lawrence Tyburt Patterson Sr.
- Gino Corrado : Ossifish

Acteurs non crédités
- Nora Cecil : Mme Mulberry
- George Davis : commis de cuisine
- George Kline Mann : assistant